# Слимена
Слимена је насељено место у Босни и Херцеговини у општини Травник. Административно припада Федерацији Босне и Херцеговине, односно њеном Средњобосанском кантону. Према попису становништва из 2013. у насељу је било 1.328 становника, а већинску популацију чинили су Бошњаци.

## Становништво
По последњем службеном попису становништва из 2013. године у овом насељу живело је 1.328 становника, а село је било етнички хетерогено са већинском бошњачком популацијом.
| Националност | 2013. | 1991.        | 1981.        | 1971.        |
| Бошњаци      | —     | 655 (70,13%) | 507 (64,42%) | 411 (66,72%) |
| Хрвати       | —     | 193 (20,66%) | 165 (20,97%) | 171 (27,76%) |
| Срби         | —     | 20 (2,14%)   | 14 (1,78%)   | 18 (2,92%)   |
| Југословени  | —     | 45 (4,82%)   | 87 (11,05%)  | 11 (1,79%)   |
| Црногорци    | —     | 0            | 2 (0,25%)    | 2 (,032%)    |
| остали       | —     | 21 (2,25%)   | 12 (1,52%)   | 3 (0,49%)    |
| Укупно       | 1.328 | 934          | 787          | 616          |